# Richtlinie 2014/65/EU über Märkte für Finanzinstrumente
Die Richtlinie 2014/65/EU über Märkte für Finanzinstrumente, kurz Finanzmarktrichtlinie, ist eine Richtlinie der Europäischen Union (EU) zur Harmonisierung der Finanzmärkte im europäischen Binnenmarkt. Sie löst seit 3. Januar 2018 die Richtlinie 2004/39/EG über Märkte für Finanzinstrumente (MiFID I) ab. Die Richtlinie wird auch als MiFID II bezeichnet, das Akronym für die englische Bezeichnung Markets in Financial Instruments Directive.

## Hintergrund
Die Finanzmarktrichtlinie (erste Fassung) war ein wesentlicher Punkt im Aktionsplan der Europäischen Kommission für Finanzdienstleistungen. Zielsetzung bei der Konzeption war, dass sowohl private als auch institutionelle Anleger befähigt werden, leichter innerhalb der EU, aber auch über ihre Grenzen hinweg, zu investieren. Ebenfalls erleichtert werden Wertpapierdienstleistungen. Die Europäische Kommission versucht des Weiteren einen Wettbewerbsmarkt zu schaffen, der gleiche Bedingungen für alle europäischen Handelsplätze fördert. Diese Anstrengungen beinhalten auch Schutzmaßnahmen für Verbraucher genauso wie für Anleger.
Beim G20-Treffen in Pittsburgh wurden 2009 mehrere Maßnahmen beschlossen. So sollen zum Beispiel standardisierte Kontrakte wenn möglich über Handelsplattformen gehandelt und über Zentrale Kontrahenten abgewickelt werden. Für nicht über Zentrale Kontrahenten abgewickelte außerbörsliche Kontrakte soll ein höheres Risikokapital gefordert werden.
Diese Maßnahmen werden in der EU durch mehrere EU-Verordnungen und EU-Richtlinien bzw. Änderungen bestehender Direktiven umgesetzt: Die Verordnung (EU) Nr. 648/2012 (Marktinfrastrukturverordnung) („EMIR-Verordnung“), die Änderung der Finanzmarktrichtlinie von Richtlinie 2004/39/EG zur hier beschriebenen Richtlinie 2014/65/EU, die Änderung der Marktmissbrauchsrichtlinie von Richtlinie 2003/6/EG zu Richtlinie 2014/57/EU, die Änderung der Kapitaladäquanzverordnung zur Verordnung (EU) Nr. 575/2013 sowie die neue Europäische Finanzmarktverordnung (Verordnung (EU) Nr. 600/2014).
Die Regelungen der neuen Finanzmarktrichtlinie und der Finanzmarktverordnung korrespondieren, vor allem mit Blick auf den Anlegerschutz, mit Regelungen aus der PRIIP-Verordnung. Die wesentlichen Punkte liegen in den Bereichen Offenlegung von Kosten, Vertrieb sowie Produktinformationen für Anleger. In Bezug auf den Anwendungsbereich fallen alle komplexen Finanzinstrumente, die keine Versicherungsprodukte sind, sowohl unter die PRIIP-Verordnung als auch unter die neue Finanzmarktrichtlinie.
Laut einer Pressemitteilung der EU-Kommission vom 20. Oktober 2011 (IP-11-1219) sollte die Finanzmarktrichtlinie mit dem Ziel eines erhöhten Anlegerschutzes durch ein „Verbot für Provisionen bei unabhängiger Finanzberatung“ überarbeitet werden. Dieses Verbot ist jedoch vom Europa-Parlament in eine Kann-Bestimmung abgeändert worden.
Am 14. Januar 2014 einigten sich Unterhändler des EU-Parlaments und der Mitgliedsstaaten auf eine neue Richtlinie zur Regulierung des computergesteuerten Hochfrequenzhandels und der Spekulationen mit Nahrungsmitteln. Des Weiteren wurde der Verbraucherschutz gestärkt, indem die Europäische Wertpapier- und Marktaufsichtsbehörde (ESMA) Finanzprodukte verbieten kann und die Kosten eines Finanzprodukts transparent auszuweisen sind.